# Calendario bizantino

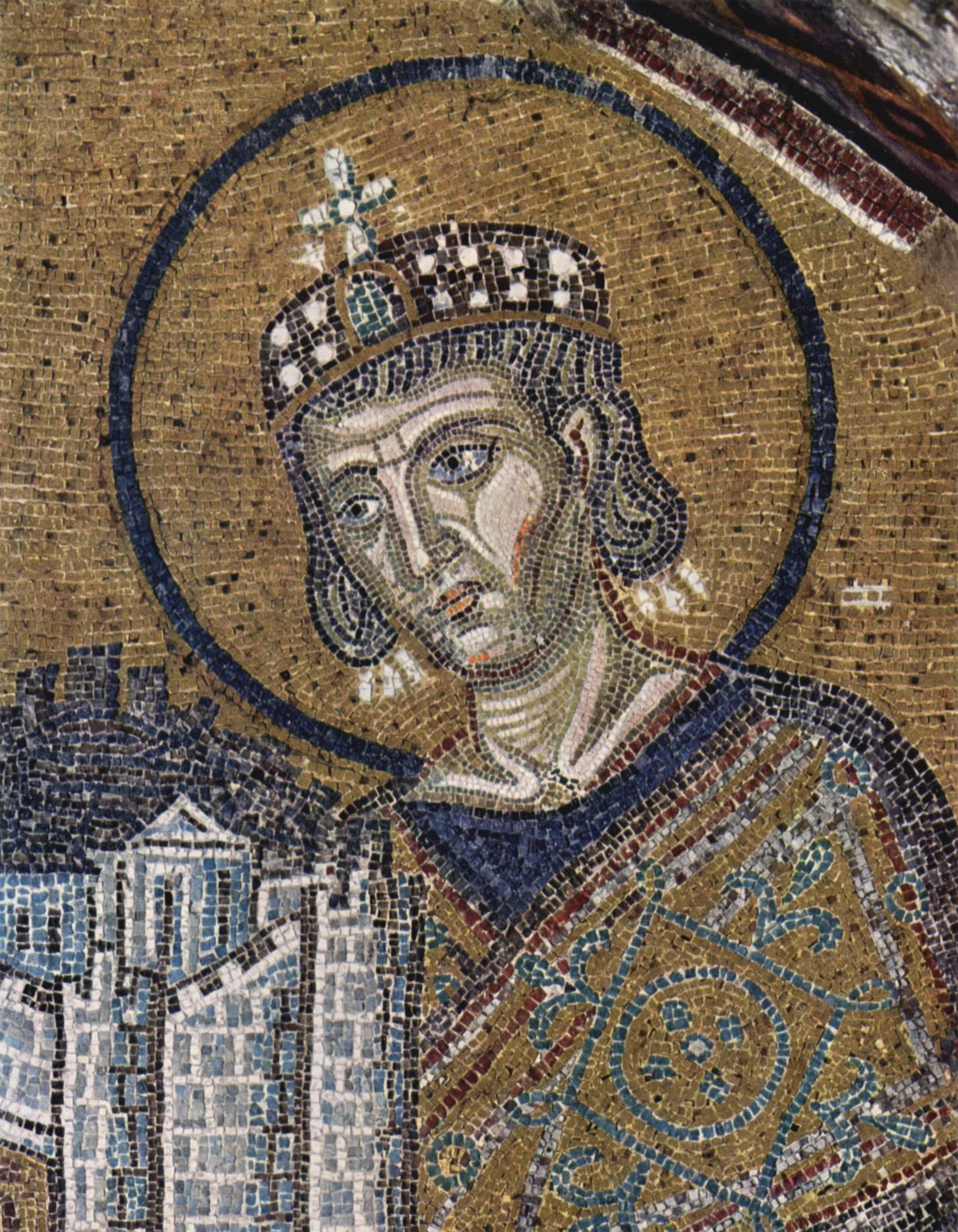
Constantino I representado en un mosaico de Santa Sofía.

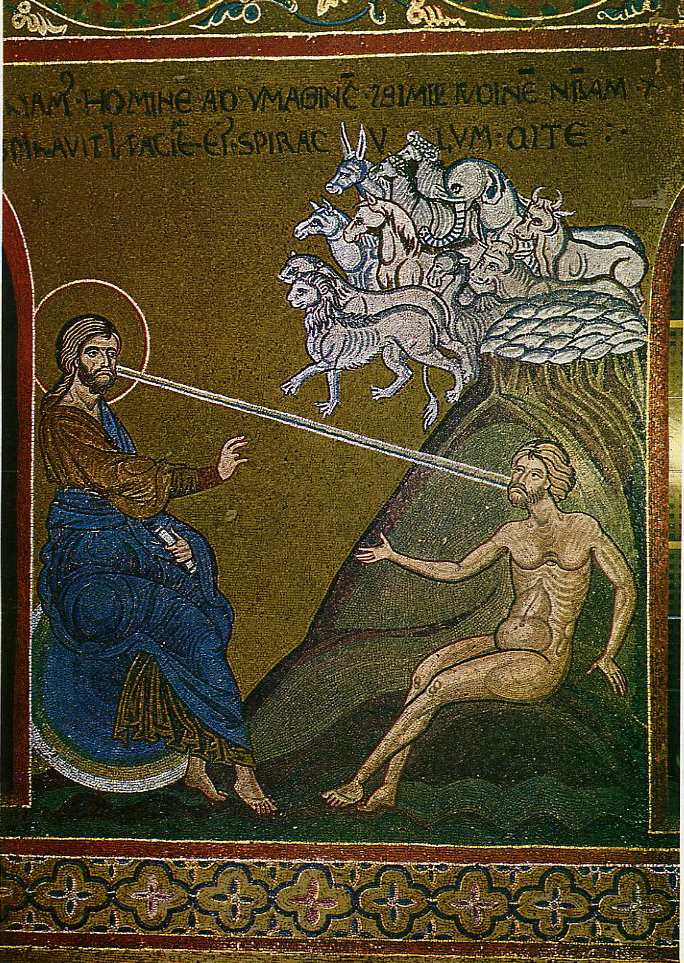
Mosaico bizantino de la catedral de Monreale que representa la creación de Adán, que la Biblia sitúa al sexto día de la creación del mundo, hito usado para el establecimiento del inicio del cómputo de este calendario.

El calendario bizantino fue un tipo de calendario, derivado del calendario juliano. Debe su nombre a ser el que estuvo en uso durante toda la duración del milenario Imperio bizantino. Fue establecido por Constantino I en el año 312 de la era cristiana.

## Estructura
El calendario bizantino derivaba el calendario juliano, en uso en el Imperio romano, diferenciándose únicamente por la fecha de comienzo del año y la numeración de los años; además de establecerse un periodo de quince años llamado indicción.
El año comenzaba el día 1 de septiembre (es de notar que todavía en la actualidad en Cerdeña al mes de septiembre se le llama Cabudanni -"cabo de año"-, un claro caso de herencia cultural de la dominación bizantina de la isla), y terminaba el 31 de agosto.
La numeración de los años se iniciaba en el año estimado de la creación del mundo (Anno Mundi en latín, ἔτος κόσμου Εtos Kosmou en griego), que según Panodoro de Alejandría (el erudito bizantino que lo calculó a través de una de las posibles interpretaciones de la cronología bíblica) se produjo el 1 de septiembre del año 5509 a. C., la llamada era antioquena o era alejandrina.
Así, por ejemplo, la fecha de la caída de Constantinopla (29 de mayo de 1453) en el cómputo bizantino se produjo en el año 6961, mientras que el año desde septiembre de 2021 a agosto de 2022, correspondería al año bizantino 7530.
Tras la innovación del calendario gregoriano (en uso en los países católicos desde 1582 y progresivamente usado por todos los demás), el calendario bizantino (al igual que el juliano) viene presentando un desfase de fechas que actualmente es de trece días (el 1 de septiembre del bizantino corresponde al 14 de septiembre del gregoriano).

## Uso
El calendario bizantino inició su uso en el año 312, aún bajo el Imperio romano, pero hacia la mediados del siglo VI ya había quedado sin uso tanto en la ciudad de Roma como la mayor parte de Occidente, aunque se seguía utilizando en algunos lugares. En cambio, seguía plenamente vigente en Oriente, al menos hasta la caída de Constantinopla (29 de mayo de 1453); incluso siguió utilizándose en Rusia hasta que en 1699 fue abolido por Pedro I el Grande, cuyo programa occidentalizador prefería el uso del calendario juliano.

## Días de la semana litúrgica
Marcus Rautman señala que la semana de siete días era conocida en todo el mundo antiguo. El Calendario Romano había asignado una de las deidades planetarias a cada día de la semana. Los bizantinos, naturalmente, evitaron utilizar estos nombres latinos con sus ecos paganos. Comenzaban su semana con:
1- el "Día del Señor" (Kyriake), seguido de una sucesión ordenada de días numerados.
2-  Deutera ("2º")
3- Trite ("3º")
4- Tetarte ("4º")
5- Pempte ("5º")
6- El día de "preparación" (Paraskeve)
7- Sabaton.